# Cantó d'Elbeuf
El cantó d'Elbeuf és un cantó al districte de Rouen (departament del Sena Marítim, França) que inclou 4 municipis (Elbeuf sur Seine, La Londe, Orival i Saint-Aubin-lès-Elbeuf) i el cap és Elbeuf sur Seine.
| Data d'elecció                           | Identitat        | Partit        | Qualitat |
| ---------------------------------------- | ---------------- | ------------- | -------- |
| 1945-1951                                | Henriette Brunet | PCF           |          |
| 1951-19..                                | M. Prével        | radical       |          |
| 19..-1970                                | Pierre Lebret    | Divers droite |          |
| 1970-1976                                | M. Danais        | PCF           |          |
| 1976-2001                                | René Youinou     | PS            |          |
| 2001-2008                                | Jacques Thoraval | PS            |          |
| 2008-                                    | Didier Marie     | PS            |          |
| les dades anteriors no són pas conegudes |                  |               |          |
|                                          |                  |               |          |

| A partir de 1990: Població sense dobles comptes |